# 张预
张预（?—?），浙江省杭州府錢塘縣人，清朝政治人物、進士出身。
光緒九年，登進士。同年五月，改翰林院庶吉士。光緒十二年四月，散館，授翰林院編修。1898年，接替恩兴任松江府知府一职；1899年，由濮子潼接任。